# 2018 VG18
2018 VG18 er en dværgplanet i vores solsystem, der blev opdaget i 2018 af et internationalt hold af astronomer. Den har fået kælenavnet "Farout" ("Langt Ude") af forskerne.
Planeten befinder sig i en astronomisk afstand på 120 AU. Til sammenligning befinder Pluto sig 34 AU væk.